# Pakistan i olympiska sommarspelen 1968
Pakistan deltog med 15 deltagare vid de olympiska sommarspelen 1968 i Mexico City. Totalt vann de en guldmedalj.

## Medalj

### Guld
- Abdul Rasheed, Jahangir Butt, Tanvir Dar, Gulraiz Akhtar, Khalid Mahmood, Mohammad Asad Malik, Mohammad Ashfaq, Tariq Niazi, Riaz Ahmad, Riazuddin, Saeed Anwar, Tariq Aziz och  Zakir Hussain - Landhockey.